# Jay Dasilva
Jay Rhys Dasilva (* 22. April 1998 in Luton) ist ein englischer Fußballspieler. Er spielt zurzeit für den englischen Zweitligisten Bristol City. Er ist der jüngere Bruder des ehemaligen Luton-Town-Spielers Ryan Dasilva.

## Karriere

### Verein
Jay Dasilva begann seine Fußballkarriere in der Akademie von Luton Town. 2012 wechselte er in die Jugend des FC Chelsea. Er gab sein U-18-Debüt gegen Reading im April 2013, während er dabei noch unter 15 Jahre alt war. Er gehörte in der Saison 2013/14 regelmäßig zum Jugendkader. Er war auch Kapitän der U-16 und führte Chelsea im Oktober 2013 zum Turniererfolg in der Premier League International. Gegen Ende der Saison wurde er zu einem wichtigen Spieler auf der linken Angriffsseite und erreichte mit seiner Mannschaft am Ende den Sieg im FA Youth Cup. Er erzielte sein erstes Tor der Saison im Hinspiel des Finales gegen FC Fulham.
Als neuer Stammspieler in der U-21 des Vereins spielte er erneut im FA Youth Cop und erstmals in der UEFA Youth League. Nach dem erfolgreichen Jahr dort reiste er mit der ersten Mannschaft zur Trainingstour nach Thailand und Australien. In der Saison 2015/16 spielte er in drei verschiedenen Altersklassen von Chelsea. Als nur einer von sieben Spielern gewann er dreimal den FA Youth Cup und zählt damit zu den erfolgreichsten Nachwuchsspielern Englands. Zudem gewann er mit 2014/15 und 2015/16 zweimal in Folge die UEFA Youth League.
Ab der Saison 2016/17 gehörte Dasilva der U23 des FC Chelsea an. Im Januar 2017 wurde er an den Drittligisten Charlton Athletic verliehen, für den er im selben Monat gegen den FC Millwall in der League One debütierte.
Am 26. Juni 2019 gab der Zweitligist Bristol City die Verpflichtung von Jay Dasilva bekannt, der in der Saison 2018/19 bereits auf Leihbasis in Bristol gespielt hatte. Der 21-Jährige unterschrieb einen bis 2023 gültigen Vertrag.
Im Mai 2023 erhielt er einen Vierjahresvertrag bei Coventry City.

### Nationalmannschaft
Jay Dasilva bestritt 2015 acht Spiele für die englische U-17-Nationalmannschaft und gab 2016 sein Debüt in der englischen U-19-Nationalmannschaft.
Aufgrund seiner in Pontypridd geborenen Großmutter ist er auch für Wales spielberechtigt.
Im November 2023 wurde er erstmals für zwei EM-Qualifikationsspiele der walisischen Nationalmannschaft nominiert, kam aber nicht zum Einsatz.
Am 13. März 2024 wurde er auch für das EM-Qualifikations-Play-off-Halbfinale der walisischen Nationalmannschaft gegen Finnland nominiert.